# Кижски погост
Кижски погост (рус. Кижский Погост) је историјско место из 17. века на острву Кижи. Острво се налази на језеру Оњега у Републици Карелији (округ Медвежјегорски), у Русији. Погост је простор унутар ограде који укључује две велике дрвене цркве (црква Преображења Господњег са 22 куполе и црква Покрова Пресвете Богородице са 9 купола) и звоник. Погост је познат по својој лепоти и дуготрајности, иако је изграђен искључиво од дрвета. 1990. године уврштен је на УНЕСКО-в списак светске баштине а 1993. године наведен је као руско културно наслеђе.

## Опште информације
Погост је изграђен на јужном делу острва Кижи, на узвишењу 4 метра изнад нивоа језера Оњега. Његова главна основна структурна јединица је округли трупац обичног бора (Pinus sylvestris) око 30 цм пречника и дужине 3 до 5 метара. Кижски погост је направљен без употребе иједног ексера. Много хиљада трупаца довезено је за изградњу са копна, што је у то време био сложен логистички задатак.

## Црква Преображења
Црква Преображења Господњег (руски: Церковь Преображения Господня) је најзначајнији део погоста. Не греје се и зато се назива летњом црквом и не одржава зимске службе. Њен олтар је постављен 6. јуна 1714. године, како је уписано на крст смештен унутар цркве. Ова црква је саграђена на месту старе која је изгорела од удара грома. Имена градитеља су непозната. Легенда каже да је главни градитељ за целу конструкцију користио једну секиру коју је по завршетку бацио у језеро речима „није било и неће бити друге која би јој одговарала“.
Црква има 22 куполе и са висином од 37 метара једна је од највиших дрвених зграда у северној Европи. Њен обим је 20 × 29 метара. Сматра се да је црква уништена ватром 1694. године - била њена претеча. Према тадашњим руским столарским традицијама, била је саграђена само од дрвета без ексера, осим купола и кровне шиндре. Приближно 180 000 ексера причвршћују 60 000 кровних плочица. Конструкција је покривена са 22 куполе различите величине и облика, које се протежу од врха до бокова. Трпезарија је покривена кровом од три нагиба. У 19. веку црква је била украшена лајснама, а неки делови прекривени челиком. Првобитни изглед враћен је реконструкцијом током педесетих година прошлог века.
|                                 |                                   |                                      |
| Детаљи куполе цркве Преображења | Црква Покрова Пресвете Богородице | Звоник и црква Преображења Господњег |

Црквени оквир почива на каменој подлози без дубоког темеља, осим западног пролаза за који је темељ изграђен 1870. године. Већина дрвеног материјала је бор са смрчиним даскама на равним крововима. Куполе су покривене јасиком.
Иконостас има четири нивоа (рус. четырёхъярусный) и садржи 102 иконе. Датира се у другу половину 18. века - почетак 19. века. Иконе су из три периода: две најстарије иконе, „Преображење“ (рус. Преображение) и „Покров“ (рус. Покров) су са краја 17. века и типични су за северњачки стил. Централне иконе су из друге половине 18. века и такође су локалног стила. Већина икона три горња слоја су с краја 18. века, донете из различитих делова Русије.

## Црква Покрова Пресвете Богородице
Црква Покрова Пресвете Богородице (рус. Покровская церковь) је грејана („зимска“) црква у којој се богослужења одржавају од 1. октобра до Ускрса. Црква је била прва на острву након што је пожар крајем 17. века уништио све претходне цркве. Прво је саграђена 1694. године као једнокуполна грађевина, а затим је реконструисана 1720–1749. и 1764. обновљена у свој данашњи изглед са 9 купола као архитектонски одјек главне цркве Преображења. Висока је 32 метра са обимом 26 × 8 метара. Постоји девет купола, једна већа у центру, окружена са осам мањих. Декорација је оскудна. Високи једноделни трем води у четири унутрашња дела цркве. Као и у цркви Преображења, олтар је постављен у источном делу у облику петоугла. Првобитни иконостас је замењен крајем 19. века и изгубљен је; обновљен је педесетих година прошлог века у првобитном стилу.

## Звоник
Првобитни звоник је брзо пропао и поново је саграђен 1862. године и даље реконструисан 1874. и 1900. године Торањ је висок 30 метара са обимом 6 × 6 метара. Има квадратни дрвени оквир наслоњен на темељ; оквир је изнутра подељен са два зида у три просторије: предсобље, степенице и остава. Изнад квадратног оквира налази се осмоугаони део са звоницом на врху. Затим постоји пирамидални (осмоугаони) кров ослоњен на стубове. Кров се завршава крстом. Врсте дрвета су исте као у црквама: бор, смрча и јасика.

## Популарна култура
Црква Преображења је Чудо Словена у компјутерској игри Age of Empires 2: Definitive Edition.

## Ограда
Ограда уопште нема никакву одбрамбену сврху. То је симболична подела између свете земље и спољног света. Реконструисана је педесетих година прошлог века као структура од трупаца, дужине 300 метара, која окружује две цркве и звоник. Главни улаз је широк 14,4 метра и висок 2,25 метара, а окренут је према истоку у близини цркве Покрова Пресвете Богородице. На источној и северној страни су врата за улаз пешака, а у северозападном углу је мала дрвена кула. Кула је четвртасте основе и кров је са шиљком. Зидови, капије и улази за пешаке такође су наткривени.